# アニマルアイランド
アニマルアイランド（Animal Eyeland）は、北海道テレビ放送（HTB）で2013年10月3日から同年12月19日まで全12回放送された深夜番組である。

## 概要
『HTB深夜開拓魂』第13作目にして、HTB開局45周年記念番組。
北海道内の大自然の中に点在する温泉を、“大自然の住人”である動物の目線で紹介する“新感覚温泉番組”。そのため英文表記が「Island」（島）ではなく「Eye（目）land」となっている。但し、実際に本物の動物を現地へ派遣するとまずいことになるので、CG合成で制作されている（番組のエンディングでは注意文とともに「また動物の映像はCG合成です」と書かれている）。
登場する動物の声はすべてボビー・オロゴンが、毒舌を交えながら担当。また、英語によるナレーションはネイサン・ロビンソンが務めている。
『キラキラ』が3分拡大した影響は本番組でも続き、通常の24:50 - 25:05枠で放送できたのは前番組同様1回のみという結果となった。

## 放送リスト
| 回 | 放送日         | 温泉名（所在地）                     | 登場動物       | エンディングの注意文                                                                                            | 備考                           |
| -- | -------------- | ------------------------------------ | -------------- | --- | ------------------------------ |
| 1  | 2013年 10月3日 | 中岳温泉（東川町）                   | アジアゾウ     | 中岳温泉に入浴する際は自然環境の保護など 国立公園のルールを守って楽しみましょう                                 |                                |
| 2  | 10月10日       | 和琴温泉・奥の湯（弟子屈町）         | アカカンガルー | 屈斜路湖は阿寒国立公園に属しています 秘湯に入浴される際はルールとマナーを守って楽しみましょう                   |                                |
| 3  | 10月17日       | チニカの湯（鹿追町）                 | フタコブラクダ | 管理者の許可を得て撮影しています                                                                                |                                |
| 4  | 10月24日       | ピラの湯（東川町）                   | シマウマ       | ピラの湯に入浴する際は自然環境の保護など 国立公園のルールを守って楽しみましょう                                 |                                |
| 5  | 10月31日       | 水無海浜温泉（函館市）               | ケープペンギン | 水無海浜温泉は入浴可能時間であっても波の高い日は入浴できません 入浴する際はルールとマナーを守って楽しみましょう |                                |
| 6  | 11月7日        | 沖野温泉（白老町）                   | ブタ           | 沖野温泉へ続く道道1045号は 現在、通年通行止めになっています                                                     |                                |
| 7  | 11月14日       | カムイワッカ湯の滝（斜里町）         | シマウマ       | カムイワッカ湯の滝へと続く道道93号は 来年の6月1日まで通行止めになります                                         |                                |
| 8  | 11月21日       | 養老牛温泉・からまつの湯（中標津町） | ブタ           | からまつの湯に入浴する際は ルールとマナーを守って楽しく入浴しましょう                                           | からまつの湯は立入禁止となった |
| 9  | 11月28日       | 野中温泉（足寄町）                   | アジアゾウ     | 白湯山は阿寒国立公園に属しています 訪れる際はルールとマナーを守りましょう                                       |                                |
| 10 | 12月5日        | 吹上温泉（上富良野町）               | ケープペンギン | 吹上温泉は大雪山国立公園に属しています 訪れる際はルールとマナーを守りましょう                                   |                                |
| 11 | 12月12日       | 知内温泉（知内町）                   | ブタ           | 展望台の湯は現在立入禁止となっています                                                                          |                                |
| 12 | 12月19日       | 登別温泉・大湯沼川（登別市）         | ケープペンギン | 大湯沼川は支笏洞爺国立公園に属しています 訪れる際はルールとマナーを守りましょう                                 |                                |

- 中岳温泉
- 水無海浜温泉
- カムイワッカ湯の滝
- 養老牛温泉・からまつの湯
- 雌阿寒温泉にある野中温泉別館（左側の建物）
- 吹上温泉・吹上の湯
- 登別温泉・大湯沼川

## スタッフ
- 企画・プロデュース：岡村大志
- 撮影：小山康範[5]、道下学
- 撮影助手：小尾亮太、高橋政人
- 音声：佐貫亮太、菊池大地、関千尋、藤田和也、松澤聡
- 音効：沢里憲壮
- MA：酒巻良明
- 美術：山﨑耕司、柴田有弓、加藤千晶
- CG：長谷川卓也、新水裕之
- WEB：HTBポッドキャスト1号
- 協力：BgBee、クロステレビビジョン
- AD：加藤和弥[6]
- ディレクター：辻崎剛広、工藤遼
- 演出：南部健吾
- チーフディレクター：海野祐至
- プロデューサー：大畑隼介
- 制作著作：北海道テレビ放送